# Buchdruckmaschine
Als Buchdruckmaschinen bezeichnet man Druckmaschinen, die nach dem Hochdruckverfahren (z. B. bewegliche Lettern) arbeiten. Es ist auch die Bezeichnung Buchdruckpresse gebräuchlich.
Das Buchdruckverfahren ist das von Johannes Gutenberg im 15. Jahrhundert maßgeblich verbesserte Hochdruckverfahren. In der Zeit vom 16. bis zum 18. Jahrhundert hatte die Technologie des Buchdrucks keine Veränderungen erfahren. Im Laufe der Zeit wurden immer mehr Holzteile durch Metall ersetzt. Hauptsächlich wurde und wird dieses Verfahren beim Druck von Büchern eingesetzt, aber auch Zeitschriften und Akzidenzen werden im Buchdruck hergestellt. Da Bücher auch in anderen Druckverfahren gedruckt werden können, ist es wichtig, darauf hinzuweisen, dass der Buchdruck und der Bücherdruck nicht dieselben Verfahren sind. Der Bücherdruck wird auch Werkdruck genannt.
Die Bogen- und Rollenbuchdruckmaschinen werden zwar heute nicht mehr gebaut, sind aber in einigen Druckereien noch in Betrieb. Ursprünglich war der Druckvorgang noch rein manuell, bis er nach und nach mechanisiert wurde.

## Aufbau
Die Maschinen bestehen aus einem Druckformträger in flacher oder zylindrischer Form, einem Farbwerk und einem Gegendruckkörper. Der Gegendruckkörper ist entweder ein Tiegel oder ein Zylinder. Die Druckform kann aus einzelnen Teilen zusammengesetzt oder in einem Stück hergestellt worden sein. Sie wird mit Hilfe des Farbwerkes eingefärbt. Zwischen Druckform und Gegendruckkörper wird der Bogen oder die Papierbahn geführt. Ein elastischer Aufzug aus Papier- oder Kartonbogen verhindert Beschädigungen am Bedruckstoff und der Druckform. Dieser muss eventuell zugerichtet werden.

## Druckprinzip
Es gibt für jedes der drei Druckverfahren eigene Buchdruckmaschinen.
Das Prinzip flach auf flach ist das älteste angewandte Verfahren. Hier wird auf das aufgelegte Papier und die eingefärbte Druckform durch die Abwärtsbewegung des Drucktiegels ein Anpressdruck erzeugt. Der Drucktisch wird bei diesem Verfahren nicht bewegt.
Im 19. Jahrhundert entwickelte sich aus der Kupferdruckpresse des Tiefdrucks das Prinzip rund auf flach auch für den Buchdruck. Friedrich König übertrug das Prinzip auf seine Schnellpresse, der Stoppzylinderpresse. Bei Maschinen, die nach diesem Prinzip arbeiten, wird der Anpressdruck durch eine Drehbewegung des Zylinders auf die Druckform erzeugt. Die Druckbewegung erfolgt über den Druckzylinder. Dieser wiederum rollt auf am Formbett angebrachten Zahnstangen ab. Demnach ist der Druckzylinder in Bewegung, während das Formbett fest steht.
Bei Maschinen des Prinzips rund auf rund verläuft der Druckvorgang über zwei synchron laufende Zylinder. Die runde Druckform wird dabei auf dem Formzylinder befestigt. Das Papier wird über den Gegendruckzylinder entweder als Bogen oder Rolle an den Formzylinder gepresst und bedruckt.

## Druckstock/Druckform
Das Klischee ist eine Bezeichnung für eine Druckplatte im Buchdruck. Dieses Klischee wird durch das Aufbringen auf eine Unterlage oder durch Hintergießen mit Blei auf Schrifthöhe von 62 2/3Punkt gebracht.
Im modernen Buchdruck werden zur Druckformherstellung neben dem Handsatz auch der Maschinensatz, Autotypien und Strichätzungen verwendet.
Die Druckform besteht aus mittelharten Material wie z. B. Blei, Holz oder faserverstärktem Kunststoff sowie aus Klischees (Zink, Magnesium, Kunststoff, Linoleum). Bei Flachformmaschinen kommen sowohl Sätze aus Einzeltypen als auch aus Zeilensatz, Stereos und Klischees sowie Mischsatz aus den genannten Sorten zum Einsatz. Flachformmaschinen sind, der horizontalen Fundamentlage wegen, geeignet, fast alle Satzarten zu drucken. Für Tiegelmaschinen kommt nur gut geschlossener Einzeltypensatz sowie Klischeesatz und Stereos zum Einsatz. Mischsatz ist möglich, wird aber der Lockerungsgefahr wegen nur ungern verdruckt. Rotationsmaschinen arbeiten üblicherweise nur mit Stereos oder gebogenen Klischees. Diese nennen sich bei Flexodruckmaschinen Sleeves.

## Maschinentypen
Es gibt je nach Druckprinzip unterschiedliche Maschinen.
Für jede Maschine gibt es drei unterschiedliche Arten des Antriebs.
Je nachdem wird die Maschine als Handpresse, halbautomatische oder automatische Presse betrieben. Bei der Handpresse wird der gesamte Druckvorgang manuell ausgeführt. Die Presse wird über eine Handkurbel betrieben. Das Einfärben erfolgt mittels Druckerballen. Halbautomatische Pressen sind alle Pressen, die teilweise mit der Handkurbel und teilweise mit einem Elektromotor betrieben werden. Das Einfärben funktioniert entweder über eine Handwalze oder über ein elektrisch betriebenes Farbwerk mit Farbverreibwalze und Farbauftragswalzen. Beispiele für halbautomatische Pressen sind die Satzandruckpresse und die Tiegelpresse.

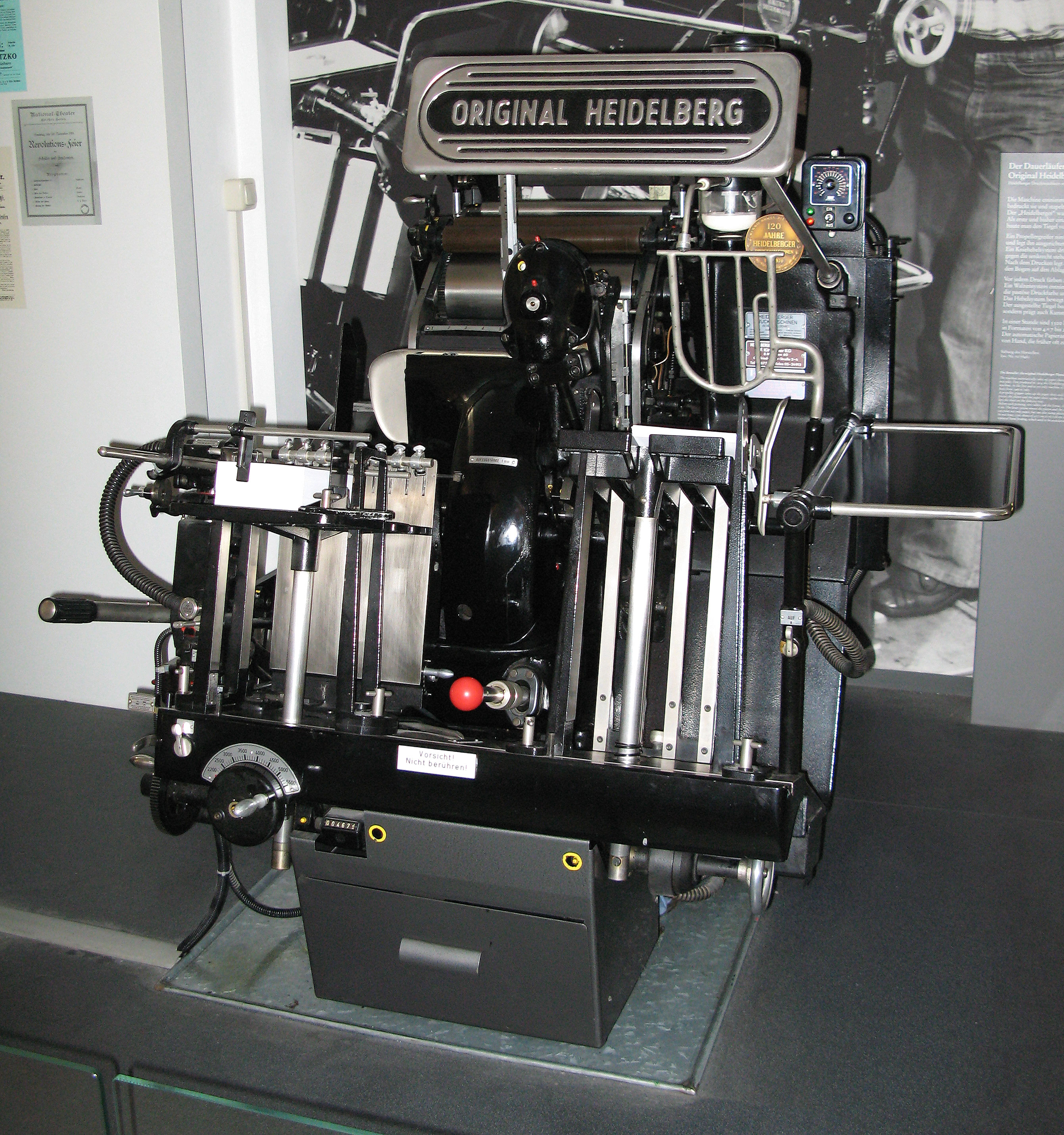
Heidelberger Tiegel

Im Gegensatz dazu wird in der vollautomatischen Presse der gesamte Druckvorgang maschinell erledigt. Maschinen, die vollautomatisch arbeiten sind zum Beispiel der Heidelberger Zylinder oder Heidelberger Tiegel und Stoppzylindermaschinen.
Handtiegel und automatisch nachfärbende Abziehpressen sind somit die einfachsten Formen der Buchdruckmaschinen, Rotationsschnellpresse und Buchdruckautomat die komplexesten.

## Farbwerk
Buchdruckmaschinen sind typischerweise Einfarbmaschinen. Bei den Tiegeldruckpressen gibt es sowohl Tellerfarbwerke als auch Zylinderfarbwerke. Bei den Flachformpressen sind Tischfarbwerke und Zylinderfarbwerke in Gebrauch. Bei den Rotationsmaschinen sind nur Zylinderfarbwerke üblich.

## Merkmale
Ein Merkmal des Buchdrucks ist die Bildung von Quetschrändern durch geringes Absetzen der Farbwalzen an den hoch stehenden Druckformelementen. Diese sind am scharf begrenzten Rand mit deutlich schärferer Farbgebung zu erkennen.
Des Weiteren kann eine Schattierung auf der Rückseite erkennbar sein. Diese zeichnet sich durch ein schwaches Durchprägen der Druckformelemente aus.